# 한스 귄터 미헬센
한스 귄터 미헬센(Hans Günter Michelsen, 1920년 9월 21일 ~ 1994년 11월 27일)은 독일의 극작가다.
다년간의 침묵을 거친 후 <시틴츠>(1964)로 데뷔했다. 긴밀한 구성과 철저한 내면적인 추구, 계산된 무대효과를 지니고 있다. 난해한 작품도 많지만 <헬므>는 뛰어난 작품이다.